# Џует (Илиноис)
Џует (енгл. Jewett) град је у америчкој савезној држави Илиноис.

## Демографија
По попису из 2010. године број становника је 223, што је 9 (-3,9%) становника мање него 2000. године.
| Група             | 2000.        | 2010.       |
| Белци             | 232 (100,0%) | 217 (97,3%) |
| Афроамериканци    | 0 (0,0%)     | 0 (0,0%)    |
| Азијати           | 0 (0,0%)     | 0 (0,0%)    |
| Хиспаноамериканци | 0 (0,0%)     | 3 (1,3%)    |
| Укупно            | 232          | 223         |